# Copa del Món de Futbol de 1958 - Segona fase
La segona fase de la Copa del Món de Futbol de 1958 és la fase final de la competició, disputada a Suècia, després de la fase de grups. Dos equips de cada grup (8 en total) es classifiquen per la segona fase, disputada a eliminació directa.

## Equips classificats
Els vuit equips classificats per les semifinals van ser:
| Grup 1              | Grup 2     | Grup 3  | Grup 4         |
| Alemanya Occidental | França     | Suècia  | Brasil         |
| Irlanda del Nord    | Iugoslàvia | Gal·les | Unió Soviètica |
| ------------------- | ---------- | ------- | -------------- |

## Quadre
|  | Quarts de final         | Quarts de final    |                       |   | Semifinals  | Semifinals  |  |  | Final | Final |
|  |                         |                    |                       |   |             |             |  |  |       |       |
|  | 19 de juny - Malmö      |                    |                       |   |             |             |  |  |       |       |
|  |                         |                    |                       |   |             |             |  |  |       |       |
|  | Alemanya Occidental     | 1                  |                       |   |             |             |  |  |       |       |
|  | Alemanya Occidental     | 1                  | 24 de juny - Göteborg |   |             |             |  |  |       |       |
|  | Iugoslàvia              | 0                  |                       |   |             |             |  |  |       |       |
|  | Iugoslàvia              | 0                  | Alemanya Occidental   | 1 |             |             |  |  |       |       |
|  | 19 de juny - Solna      |                    | Alemanya Occidental   | 1 |             |             |  |  |       |       |
|  |                         | Suècia             | 3                     |   |             |             |  |  |       |       |
|  | Suècia                  | Suècia             | 3                     | 2 |             |             |  |  |       |       |
|  | Suècia                  |                    | 29 de juny - Solna    | 2 |             |             |  |  |       |       |
|  | Unió Soviètica          | 0                  |                       |   |             |             |  |  |       |       |
|  | Unió Soviètica          | 0                  | Suècia                | 2 |             |             |  |  |       |       |
|  | 19 de juny - Norrköping |                    | Suècia                | 2 |             |             |  |  |       |       |
|  |                         | Brasil             | 5                     |   |             |             |  |  |       |       |
|  | França                  | Brasil             | 5                     | 4 |             |             |  |  |       |       |
|  | França                  | 24 de juny - Solna |                       | 4 |             |             |  |  |       |       |
|  | Irlanda del Nord        | 0                  |                       |   |             |             |  |  |       |       |
|  | Irlanda del Nord        | 0                  | França                | 2 |             |             |  |  |       |       |
|  | 19 de juny - Göteborg   |                    | França                | 2 |             |             |  |  |       |       |
|  |                         | Brasil             | 5                     |   | Tercer lloc | Tercer lloc |  |  |       |       |
|  | Brasil                  | Brasil             | 5                     | 1 | Tercer lloc | Tercer lloc |  |  |       |       |
|  | Brasil                  |                    | 28 de juny - Göteborg | 1 |             |             |  |  |       |       |
|  | Gal·les                 | 0                  |                       |   |             |             |  |  |       |       |
|  | Gal·les                 | 0                  | Alemanya Occidental   | 3 |             |             |  |  |       |       |
|  |                         |                    |                       |   |             |             |  |  |       |       |
|  | França                  | 6                  |                       |   |             |             |  |  |       |       |
|  | França                  | 6                  |                       |   |             |             |  |  |       |       |

## Quarts de final

### Brasil vs Gal·les
| Brasil   | 1–0     | Gal·les |
| -------- | ------- | ------- |
| Pelé 66' | Informe |         |

### França vs Irlanda del Nord
| França                                           | 4–0     | Irlanda del Nord |
| ------------------------------------------------ | ------- | ---------------- |
| Wisnieski 44' · Fontaine 55', 63' · Piantoni 68' | Informe |                  |

### Suècia vs Unió Soviètica
| Suècia                     | 2–0     | Unió Soviètica |
| -------------------------- | ------- | -------------- |
| Hamrin 49' · Simonsson 88' | Informe |                |

### Alemanya Occidental vs Iugoslàvia
| Alemanya Occidental | 1–0     | Iugoslàvia |
| ------------------- | ------- | ---------- |
| Rahn 12'            | Informe |            |

## Semifinals

### Brasil vs França
| Brasil                                  | 5–2     | França                     |
| --------------------------------------- | ------- | -------------------------- |
| Vavá 2' · Didi 39' · Pelé 52', 64', 75' | Informe | Fontaine 9' · Piantoni 83' |

### Suècia vs Alemanya Occidental
| Suècia                               | 3–1     | Alemanya Occidental |
| ------------------------------------ | ------- | ------------------- |
| Skoglund 32' · Gren 81' · Hamrin 88' | Informe | Schäfer 24'         |

## Tercer lloc
| França                                                  | 6–3     | Alemanya Occidental                      |
| ------------------------------------------------------- | ------- | ---------------------------------------- |
| Fontaine 16', 36', 78', 89' · Kopa 27' (p.) · Douis 50' | Informe | Cieslarczyk 18' · Rahn 52' · Schäfer 84' |

## Final
| Brasil                                     | 5–2     | Suècia                      |
| ------------------------------------------ | ------- | --------------------------- |
| Vavá 9', 32' · Pelé 55', 90' · Zagallo 68' | Informe | Liedholm 4' · Simonsson 80' |